# Eugène-Casimir Villatte
Eugène-Casimir Villatte, Conde d'Oultremont (14 de Abril de 1770 - 14 de Maio de 1834) foi um militar francês que lutou nas Guerras revolucionárias francesas e nas Guerras Napoleónicas. Atingiu o posto de general-de-divisão durante a Guerra Peninsular. O seu nome consta do Arco do Triunfo.